# Henri Biancheri
Henri Biancheri (Marseille, 1932. július 30. – Monaco, 2019. december 1.) válogatott francia labdarúgó, középpályás, sportvezető.

## Pályafutása

### Klubcsapatban
1952 és 1954 között az FC Sochaux, 1954 és 1957 között az Angers SCO, 1957 és 1964 között az AS Monaco, 1964 és 1966 között az RC Paris labdarúgója volt. A monacói csapattal két bajnoki címet és franciakupa-győzelmet szerzett.

### A válogatottban
1960-ban két alkalommal szerepelt a francia válogatottban.

## Sikerei, díjai
AS Monaco
- Francia bajnokság
  - bajnok (2): 1960–61, 1962–63
- Francia kupa
  - győztes (2): 1960, 1963